# لويس نيشيزاوا
لويس نيشيزاوا (بالإسبانية: Luis Nishizawa Flores)‏ هو نحات ورسام مكسيكي، ولد في 2 فبراير 1918 في Cuautitlán ‏ في المكسيك، وتوفي في 29 سبتمبر 2014 في تولوكا في المكسيك.